# Lista de campeões dos principais torneios masculinos do golfe
Os principais torneios masculinos do golfe, também conhecidos simplesmente como majors, são os quatro eventos mais prestigiados do golfe profissional. As competições são: o Masters de Golfe, o U.S. Open, o Aberto Britânico de Golfe e o Campeonato PGA, disputadas anualmente, nessa ordem. Caso o mesmo jogador de golfe vencer os quatro majors em um único ano-calendário, isso seria reconhecido como grand slam; ninguém completou essa façanha, apesar de Tiger Woods deter os quatro majors ao mesmo tempo, façanha apelidada de Tiger Slam.

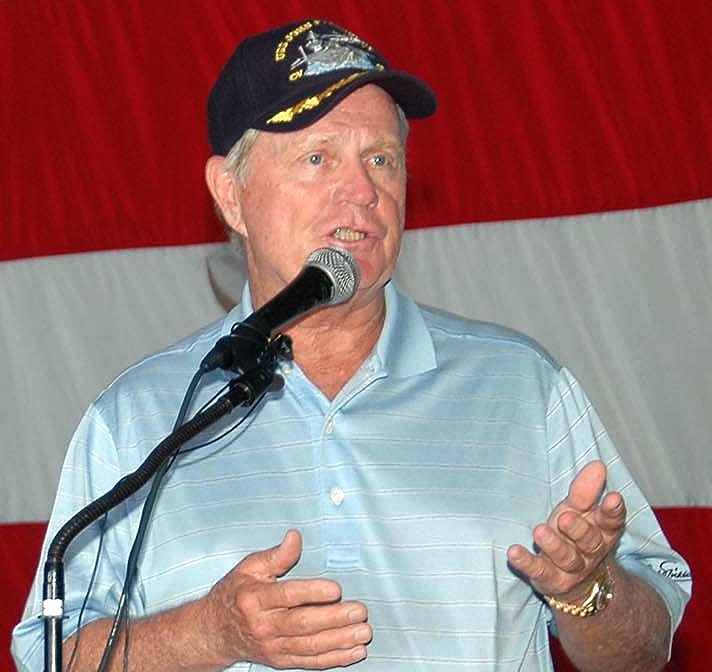
Jack Nicklaus já venceu 18 torneios marjos, mais do que qualquer outro jogador de golfe.

Jack Nicklaus venceu o maior número de majors, com dezoito títulos na carreira. Em segundo lugar na lista está o Tiger Woods, que conquistou quinze títulos até agora; sua mais recente vitória em major foi no Masters de Golfe, em 2019. Walter Hagen segue como terceiro com onze majors conquistados; Hagen e Nicklaus são os que mais venceram no Campeonato PGA, ambos com cinco títulos. Além disso, Nicklaus detém o recorde de mais vitórias no Masters, vencendo a competição seis vezes. Nicklaus também compartilha o recorde de mais vitórias no U.S Open com Willie Anderson, Bobby Jones e Ben Hogan, cada qual triunfaram esta competição quatro vezes. Harry Vardon detém o recorde de mais vitórias no Aberto Britânico de Golfe, onde já venceu seis vezes na carreira. Nicklaus, Woods, Hogan, Gary Player e Gene Sarazen são os únicos jogadores de golfe a vencer os quatro majors durantes suas carreiras.
Apesar do Campeonato Amador dos Estados Unidos e do Campeonato Amador Britânico terem sidos considerados majors, já não são reconhecidos como tal, e as vitórias nestas competições não estão incluídas na lista.
Até agora, um total de 216 jogadores venceram em majors, dos quais 81 já venceram pelo menos dois.

## Por jogador
| Posição | País             | Jogador              | Intervalo de vitória | Masters | U.S. Open | Aberto | PGA | Total |
| ------- | ---------------- | -------------------- | -------------------- | ------- | --------- | ------ | --- | ----- |
| 1       | Estados Unidos   | Jack Nicklaus        | 1962–1986            | 6       | 4         | 3      | 5   | 18    |
| 2       | Estados Unidos   | Tiger Woods          | 1997–2019            | 5       | 3         | 3      | 4   | 15    |
| 3       | Estados Unidos   | Walter Hagen         | 1914–1929            | 0       | 2         | 4      | 5   | 11    |
| 4       | Estados Unidos   | Ben Hogan            | 1946–1953            | 2       | 4         | 1      | 2   | 9     |
| 4       | África do Sul    | Gary Player          | 1959–1978            | 3       | 1         | 3      | 2   | 9     |
| 6       | Estados Unidos   | Tom Watson           | 1975–1983            | 2       | 1         | 5      | 0   | 8     |
| 7       | Estados Unidos   | Gene Sarazen         | 1922–1935            | 1       | 2         | 1      | 3   | 7     |
| 7       | Estados Unidos   | Arnold Palmer        | 1958–1964            | 4       | 1         | 2      | 0   | 7     |
| 7       | Estados Unidos   | Sam Snead            | 1942–1954            | 3       | 0         | 1      | 3   | 7     |
| 7       | Estados Unidos   | Bobby Jones          | 1923–1930            | 0       | 4         | 3      | 0   | 7     |
| 7       | Jersey           | Harry Vardon         | 1896–1914            | 0       | 1         | 6      | 0   | 7     |
| 12      | Estados Unidos   | Lee Trevino          | 1968–1984            | 0       | 2         | 2      | 2   | 6     |
| 12      | Inglaterra       | Nick Faldo           | 1987–1996            | 3       | 0         | 3      | 0   | 6     |
| 14      | Estados Unidos   | Phil Mickelson       | 2004–2013            | 3       | 0         | 1      | 1   | 5     |
| 14      | Estados Unidos   | Byron Nelson         | 1937–1945            | 2       | 1         | 0      | 2   | 5     |
| 14      | Espanha          | Seve Ballesteros     | 1979–1988            | 2       | 0         | 3      | 0   | 5     |
| 14      | Escócia          | James Braid          | 1901–1910            | 0       | 0         | 5      | 0   | 5     |
| 14      | Inglaterra       | John Henry Taylor    | 1894–1913            | 0       | 0         | 5      | 0   | 5     |
| 14      | Austrália        | Peter Thomson        | 1954–1965            | 0       | 0         | 5      | 0   | 5     |
| 20      | Estados Unidos   | Raymond Floyd        | 1969–1986            | 1       | 1         | 0      | 2   | 4     |
| 20      | Escócia          | Willie Anderson      | 1901–1905            | 0       | 4         | 0      | 0   | 4     |
| 20      | África do Sul    | Ernie Els            | 1994–2012            | 0       | 2         | 2      | 0   | 4     |
| 20      | Inglaterra       | Jim Barnes           | 1916–1925            | 0       | 1         | 1      | 2   | 4     |
| 20      | Irlanda do Norte | Rory McIlroy         | 2011–2014            | 0       | 1         | 1      | 2   | 4     |
| 20      | África do Sul    | Bobby Locke          | 1949–1957            | 0       | 0         | 4      | 0   | 4     |
| 20      | Escócia          | Tom Morris, Sr.      | 1861–1867            | 0       | 0         | 4      | 0   | 4     |
| 20      | Escócia          | Tom Morris, Jr.      | 1868–1872            | 0       | 0         | 4      | 0   | 4     |
| 20      | Escócia          | Willie Park, Sr.     | 1860–1875            | 0       | 0         | 4      | 0   | 4     |
| 29      | Estados Unidos   | Jimmy Demaret        | 1940–1950            | 3       | 0         | 0      | 0   | 3     |
| 29      | Estados Unidos   | Cary Middlecoff      | 1949–1956            | 1       | 2         | 0      | 0   | 3     |
| 29      | Estados Unidos   | Ralph Guldahl        | 1937–1939            | 1       | 2         | 0      | 0   | 3     |
| 29      | Estados Unidos   | Billy Casper         | 1959–1970            | 1       | 2         | 0      | 0   | 3     |
| 29      | Fiji             | Vijay Singh          | 1998–2004            | 1       | 0         | 0      | 2   | 3     |
| 29      | Estados Unidos   | Hale Irwin           | 1974–1990            | 0       | 3         | 0      | 0   | 3     |
| 29      | Estados Unidos   | Julius Boros         | 1952–1968            | 0       | 2         | 0      | 1   | 3     |
| 29      | Estados Unidos   | Payne Stewart        | 1989–1999            | 0       | 2         | 0      | 1   | 3     |
| 29      | Estados Unidos   | Larry Nelson         | 1981–1987            | 0       | 1         | 0      | 2   | 3     |
| 29      | Estados Unidos   | Tommy Armour         | 1927–1931            | 0       | 1         | 1      | 1   | 3     |
| 29      | Escócia          | James Anderson       | 1877–1879            | 0       | 0         | 3      | 0   | 3     |
| 29      | Inglaterra       | Henry Cotton         | 1934–1948            | 0       | 0         | 3      | 0   | 3     |
| 29      | Escócia          | Bob Ferguson         | 1880–1882            | 0       | 0         | 3      | 0   | 3     |
| 29      | Irlanda          | Pádraig Harrington   | 2007–2008            | 0       | 0         | 2      | 1   | 3     |
| 29      | Zimbabwe         | Nick Price           | 1992–1994            | 0       | 0         | 1      | 2   | 3     |
| 29      | Estados Unidos   | Denny Shute          | 1933–1937            | 0       | 0         | 1      | 2   | 3     |
| 45      | Estados Unidos   | Ben Crenshaw         | 1984–1995            | 2       | 0         | 0      | 0   | 2     |
| 45      | Alemanha         | Bernhard Langer      | 1985–1993            | 2       | 0         | 0      | 0   | 2     |
| 45      | Espanha          | José María Olazábal  | 1994–1999            | 2       | 0         | 0      | 0   | 2     |
| 45      | Estados Unidos   | Horton Smith         | 1934–1936            | 2       | 0         | 0      | 0   | 2     |
| 45      | Estados Unidos   | Bubba Watson         | 2012–2014            | 2       | 0         | 0      | 0   | 2     |
| 45      | Argentina        | Ángel Cabrera        | 2007–2009            | 1       | 1         | 0      | 0   | 2     |
| 45      | Estados Unidos   | Jordan Spieth        | 2015                 | 1       | 1         | 0      | 0   | 2     |
| 45      | Estados Unidos   | Craig Wood           | 1941                 | 1       | 1         | 0      | 0   | 2     |
| 45      | Estados Unidos   | Fuzzy Zoeller        | 1979–1984            | 1       | 1         | 0      | 0   | 2     |
| 45      | Escócia          | Sandy Lyle           | 1985–1988            | 1       | 0         | 1      | 0   | 2     |
| 45      | Estados Unidos   | Mark O'Meara         | 1998                 | 1       | 0         | 1      | 0   | 2     |
| 45      | Estados Unidos   | Zach Johnson         | 2007–2015            | 1       | 0         | 1      | 0   | 2     |
| 45      | Estados Unidos   | Jack Burke, Jr.      | 1956                 | 1       | 0         | 0      | 1   | 2     |
| 45      | Estados Unidos   | Doug Ford            | 1955–1957            | 1       | 0         | 0      | 1   | 2     |
| 45      | Estados Unidos   | Henry Picard         | 1938–1939            | 1       | 0         | 0      | 1   | 2     |
| 45      | África do Sul    | Retief Goosen        | 2001–2004            | 0       | 2         | 0      | 0   | 2     |
| 45      | Estados Unidos   | Lee Janzen           | 1993–1998            | 0       | 2         | 0      | 0   | 2     |
| 45      | Estados Unidos   | John McDermott       | 1911–1912            | 0       | 2         | 0      | 0   | 2     |
| 45      | Estados Unidos   | Andy North           | 1978–1985            | 0       | 2         | 0      | 0   | 2     |
| 45      | Escócia          | Alex Smith           | 1906–1910            | 0       | 2         | 0      | 0   | 2     |
| 45      | Estados Unidos   | Curtis Strange       | 1988–1989            | 0       | 2         | 0      | 0   | 2     |
| 45      | Inglaterra       | Tony Jacklin         | 1969–1970            | 0       | 1         | 1      | 0   | 2     |
| 45      | Estados Unidos   | Johnny Miller        | 1973–1976            | 0       | 1         | 1      | 0   | 2     |
| 45      | Jersey           | Ted Ray              | 1912–1920            | 0       | 1         | 1      | 0   | 2     |
| 45      | Estados Unidos   | Olin Dutra           | 1932–1934            | 0       | 1         | 0      | 1   | 2     |
| 45      | Austrália        | David Graham         | 1979–1981            | 0       | 1         | 0      | 1   | 2     |
| 45      | Estados Unidos   | Hubert Green         | 1977–1985            | 0       | 1         | 0      | 1   | 2     |
| 45      | Alemanha         | Martin Kaymer        | 2010–2014            | 0       | 1         | 0      | 1   | 2     |
| 45      | Inglaterra       | Harold Hilton        | 1892–1897            | 0       | 0         | 2      | 0   | 2     |
| 45      | Escócia          | Bob Martin           | 1876–1885            | 0       | 0         | 2      | 0   | 2     |
| 45      | Austrália        | Greg Norman          | 1986–1993            | 0       | 0         | 2      | 0   | 2     |
| 45      | Escócia          | Willie Park Jr.      | 1887–1889            | 0       | 0         | 2      | 0   | 2     |
| 45      | Estados Unidos   | John Daly            | 1991–1995            | 0       | 0         | 1      | 1   | 2     |
| 45      | Estados Unidos   | Jock Hutchison       | 1920–1921            | 0       | 0         | 1      | 1   | 2     |
| 45      | Estados Unidos   | Leo Diegel           | 1928–1929            | 0       | 0         | 0      | 2   | 2     |
| 45      | Estados Unidos   | Paul Runyan          | 1934–1938            | 0       | 0         | 0      | 2   | 2     |
| 45      | Estados Unidos   | Dave Stockton        | 1970–1976            | 0       | 0         | 0      | 2   | 2     |
| 82      | Estados Unidos   | Tommy Aaron          | 1973                 | 1       | 0         | 0      | 0   | 1     |
| 82      | Estados Unidos   | George Archer        | 1969                 | 1       | 0         | 0      | 0   | 1     |
| 82      | Estados Unidos   | Gay Brewer           | 1967                 | 1       | 0         | 0      | 0   | 1     |
| 82      | Estados Unidos   | Charles Coody        | 1971                 | 1       | 0         | 0      | 0   | 1     |
| 82      | Estados Unidos   | Fred Couples         | 1992                 | 1       | 0         | 0      | 0   | 1     |
| 82      | Estados Unidos   | Bob Goalby           | 1968                 | 1       | 0         | 0      | 0   | 1     |
| 82      | Estados Unidos   | Claude Harmon        | 1948                 | 1       | 0         | 0      | 0   | 1     |
| 82      | África do Sul    | Trevor Immelman      | 2008                 | 1       | 0         | 0      | 0   | 1     |
| 82      | Estados Unidos   | Herman Keiser        | 1946                 | 1       | 0         | 0      | 0   | 1     |
| 82      | Estados Unidos   | Larry Mize           | 1987                 | 1       | 0         | 0      | 0   | 1     |
| 82      | África do Sul    | Charl Schwartzel     | 2011                 | 1       | 0         | 0      | 0   | 1     |
| 82      | Austrália        | Adam Scott           | 2013                 | 1       | 0         | 0      | 0   | 1     |
| 82      | Estados Unidos   | Craig Stadler        | 1982                 | 1       | 0         | 0      | 0   | 1     |
| 82      | Estados Unidos   | Art Wall, Jr.        | 1959                 | 1       | 0         | 0      | 0   | 1     |
| 82      | Canadá           | Mike Weir            | 2003                 | 1       | 0         | 0      | 0   | 1     |
| 82      | Inglaterra       | Danny Willett        | 2016                 | 1       | 0         | 0      | 0   | 1     |
| 82      | País de Gales    | Ian Woosnam          | 1991                 | 1       | 0         | 0      | 0   | 1     |
| 82      | Escócia          | Laurie Auchterlonie  | 1902                 | 0       | 1         | 0      | 0   | 1     |
| 82      | Estados Unidos   | Tommy Bolt           | 1958                 | 0       | 1         | 0      | 0   | 1     |
| 82      | Estados Unidos   | Billy Burke          | 1931                 | 0       | 1         | 0      | 0   | 1     |
| 82      | Nova Zelândia    | Michael Campbell     | 2005                 | 0       | 1         | 0      | 0   | 1     |
| 82      | Estados Unidos   | Chick Evans          | 1916                 | 0       | 1         | 0      | 0   | 1     |
| 82      | Estados Unidos   | Johnny Farrell       | 1928                 | 0       | 1         | 0      | 0   | 1     |
| 82      | Estados Unidos   | Jack Fleck           | 1955                 | 0       | 1         | 0      | 0   | 1     |
| 82      | Escócia          | James Foulis         | 1896                 | 0       | 1         | 0      | 0   | 1     |
| 82      | Estados Unidos   | Ed Furgol            | 1954                 | 0       | 1         | 0      | 0   | 1     |
| 82      | Estados Unidos   | Jim Furyk            | 2003                 | 0       | 1         | 0      | 0   | 1     |
| 82      | Estados Unidos   | Lucas Glover         | 2009                 | 0       | 1         | 0      | 0   | 1     |
| 82      | Estados Unidos   | Johnny Goodman       | 1933                 | 0       | 1         | 0      | 0   | 1     |
| 82      | Estados Unidos   | Lou Graham           | 1975                 | 0       | 1         | 0      | 0   | 1     |
| 82      | Escócia          | Fred Herd            | 1898                 | 0       | 1         | 0      | 0   | 1     |
| 82      | Estados Unidos   | Dustin Johnson       | 2016                 | 0       | 1         | 0      | 0   | 1     |
| 82      | Estados Unidos   | Steve Jones          | 1996                 | 0       | 1         | 0      | 0   | 1     |
| 82      | Estados Unidos   | Tom Kite             | 1992                 | 0       | 1         | 0      | 0   | 1     |
| 82      | Estados Unidos   | Lawson Little        | 1940                 | 0       | 1         | 0      | 0   | 1     |
| 82      | Estados Unidos   | Gene Littler         | 1961                 | 0       | 1         | 0      | 0   | 1     |
| 82      | Inglaterra       | Joe Lloyd            | 1897                 | 0       | 1         | 0      | 0   | 1     |
| 82      | Escócia          | Willie Macfarlane    | 1925                 | 0       | 1         | 0      | 0   | 1     |
| 82      | Estados Unidos   | Tony Manero          | 1936                 | 0       | 1         | 0      | 0   | 1     |
| 82      | Estados Unidos   | Lloyd Mangrum        | 1946                 | 0       | 1         | 0      | 0   | 1     |
| 82      | Estados Unidos   | Dick Mayer           | 1957                 | 0       | 1         | 0      | 0   | 1     |
| 82      | Irlanda do Norte | Graeme McDowell      | 2010                 | 0       | 1         | 0      | 0   | 1     |
| 82      | Escócia          | Fred McLeod          | 1908                 | 0       | 1         | 0      | 0   | 1     |
| 82      | Estados Unidos   | Orville Moody        | 1969                 | 0       | 1         | 0      | 0   | 1     |
| 82      | Austrália        | Geoff Ogilvy         | 2006                 | 0       | 1         | 0      | 0   | 1     |
| 82      | Estados Unidos   | Francis Ouimet       | 1913                 | 0       | 1         | 0      | 0   | 1     |
| 82      | Estados Unidos   | Sam Parks, Jr.       | 1935                 | 0       | 1         | 0      | 0   | 1     |
| 82      | Estados Unidos   | Jerry Pate           | 1976                 | 0       | 1         | 0      | 0   | 1     |
| 82      | Estados Unidos   | Corey Pavin          | 1995                 | 0       | 1         | 0      | 0   | 1     |
| 82      | Inglaterra       | Horace Rawlins       | 1895                 | 0       | 1         | 0      | 0   | 1     |
| 82      | Inglaterra       | Justin Rose          | 2013                 | 0       | 1         | 0      | 0   | 1     |
| 82      | Escócia          | Alec Ross            | 1907                 | 0       | 1         | 0      | 0   | 1     |
| 82      | Inglaterra       | George Sargent       | 1909                 | 0       | 1         | 0      | 0   | 1     |
| 82      | Estados Unidos   | Scott Simpson        | 1987                 | 0       | 1         | 0      | 0   | 1     |
| 82      | Estados Unidos   | Webb Simpson         | 2012                 | 0       | 1         | 0      | 0   | 1     |
| 82      | Escócia          | Willie Smith         | 1899                 | 0       | 1         | 0      | 0   | 1     |
| 82      | Estados Unidos   | Jerome Travers       | 1915                 | 0       | 1         | 0      | 0   | 1     |
| 82      | Estados Unidos   | Ken Venturi          | 1964                 | 0       | 1         | 0      | 0   | 1     |
| 82      | Inglaterra       | Cyril Walker         | 1924                 | 0       | 1         | 0      | 0   | 1     |
| 82      | Estados Unidos   | Lew Worsham          | 1947                 | 0       | 1         | 0      | 0   | 1     |
| 82      | Escócia          | William Auchterlonie | 1893                 | 0       | 0         | 1      | 0   | 1     |
| 82      | Inglaterra       | John Ball            | 1890                 | 0       | 0         | 1      | 0   | 1     |
| 82      | Austrália        | Ian Baker-Finch      | 1991                 | 0       | 0         | 1      | 0   | 1     |
| 82      | Escócia          | David Brown          | 1886                 | 0       | 0         | 1      | 0   | 1     |
| 82      | Escócia          | Jack Burns           | 1888                 | 0       | 0         | 1      | 0   | 1     |
| 82      | Inglaterra       | Dick Burton          | 1939                 | 0       | 0         | 1      | 0   | 1     |
| 82      | Estados Unidos   | Mark Calcavecchia    | 1989                 | 0       | 0         | 1      | 0   | 1     |
| 82      | Nova Zelândia    | Bob Charles          | 1963                 | 0       | 0         | 1      | 0   | 1     |
| 82      | Estados Unidos   | Stewart Cink         | 2009                 | 0       | 0         | 1      | 0   | 1     |
| 82      | Irlanda do Norte | Darren Clarke        | 2011                 | 0       | 0         | 1      | 0   | 1     |
| 82      | Estados Unidos   | Ben Curtis           | 2003                 | 0       | 0         | 1      | 0   | 1     |
| 82      | Irlanda do Norte | Fred Daly            | 1947                 | 0       | 0         | 1      | 0   | 1     |
| 82      | Argentina        | Roberto DeVicenzo    | 1967                 | 0       | 0         | 1      | 0   | 1     |
| 82      | Escócia          | George Duncan        | 1920                 | 0       | 0         | 1      | 0   | 1     |
| 82      | Estados Unidos   | David Duval          | 2001                 | 0       | 0         | 1      | 0   | 1     |
| 82      | Inglaterra       | Max Faulkner         | 1951                 | 0       | 0         | 1      | 0   | 1     |
| 82      | Escócia          | Willie Fernie        | 1883                 | 0       | 0         | 1      | 0   | 1     |
| 82      | Estados Unidos   | Todd Hamilton        | 2004                 | 0       | 0         | 1      | 0   | 1     |
| 82      | Inglaterra       | Arthur Havers        | 1923                 | 0       | 0         | 1      | 0   | 1     |
| 82      | Escócia          | Sandy Herd           | 1902                 | 0       | 0         | 1      | 0   | 1     |
| 82      | Escócia          | Tom Kidd             | 1873                 | 0       | 0         | 1      | 0   | 1     |
| 82      | Escócia          | Hugh Kirkaldy        | 1891                 | 0       | 0         | 1      | 0   | 1     |
| 82      | Escócia          | Paul Lawrie          | 1999                 | 0       | 0         | 1      | 0   | 1     |
| 82      | Estados Unidos   | Tom Lehman           | 1996                 | 0       | 0         | 1      | 0   | 1     |
| 82      | Estados Unidos   | Tony Lema            | 1964                 | 0       | 0         | 1      | 0   | 1     |
| 82      | Estados Unidos   | Justin Leonard       | 1997                 | 0       | 0         | 1      | 0   | 1     |
| 82      | França           | Arnaud Massy         | 1907                 | 0       | 0         | 1      | 0   | 1     |
| 82      | Austrália        | Kel Nagle            | 1960                 | 0       | 0         | 1      | 0   | 1     |
| 82      | África do Sul    | Louis Oosthuizen     | 2010                 | 0       | 0         | 1      | 0   | 1     |
| 82      | Inglaterra       | Alf Padgham          | 1936                 | 0       | 0         | 1      | 0   | 1     |
| 82      | Escócia          | Mungo Park           | 1874                 | 0       | 0         | 1      | 0   | 1     |
| 82      | Inglaterra       | Alf Perry            | 1935                 | 0       | 0         | 1      | 0   | 1     |
| 82      | Estados Unidos   | Bill Rogers          | 1981                 | 0       | 0         | 1      | 0   | 1     |
| 82      | Escócia          | Jack Simpson         | 1884                 | 0       | 0         | 1      | 0   | 1     |
| 82      | Suécia           | Henrik Stenson       | 2016                 | 0       | 0         | 1      | 0   | 1     |
| 82      | Escócia          | Andrew Strath        | 1865                 | 0       | 0         | 1      | 0   | 1     |
| 82      | Estados Unidos   | Tom Weiskopf         | 1973                 | 0       | 0         | 1      | 0   | 1     |
| 82      | Inglaterra       | Reg Whitcombe        | 1938                 | 0       | 0         | 1      | 0   | 1     |
| 82      | Escócia          | Jack White           | 1904                 | 0       | 0         | 1      | 0   | 1     |
| 82      | Estados Unidos   | Paul Azinger         | 1993                 | 0       | 0         | 0      | 1   | 1     |
| 82      | Estados Unidos   | Jerry Barber         | 1961                 | 0       | 0         | 0      | 1   | 1     |
| 82      | Estados Unidos   | Rich Beem            | 2002                 | 0       | 0         | 0      | 1   | 1     |
| 82      | Estados Unidos   | Keegan Bradley       | 2011                 | 0       | 0         | 0      | 1   | 1     |
| 82      | Estados Unidos   | Mark Brooks          | 1996                 | 0       | 0         | 0      | 1   | 1     |
| 82      | Estados Unidos   | Walter Burkemo       | 1953                 | 0       | 0         | 0      | 1   | 1     |
| 82      | Estados Unidos   | Tom Creavy           | 1931                 | 0       | 0         | 0      | 1   | 1     |
| 82      | Austrália        | Jason Day            | 2015                 | 0       | 0         | 0      | 1   | 1     |
| 82      | Estados Unidos   | Jason Dufner         | 2013                 | 0       | 0         | 0      | 1   | 1     |
| 82      | Austrália        | Steve Elkington      | 1995                 | 0       | 0         | 0      | 1   | 1     |
| 82      | Austrália        | Jim Ferrier          | 1947                 | 0       | 0         | 0      | 1   | 1     |
| 82      | Estados Unidos   | Dow Finsterwald      | 1958                 | 0       | 0         | 0      | 1   | 1     |
| 82      | Estados Unidos   | Al Geiberger         | 1966                 | 0       | 0         | 0      | 1   | 1     |
| 82      | Estados Unidos   | Vic Ghezzi           | 1941                 | 0       | 0         | 0      | 1   | 1     |
| 82      | Austrália        | Wayne Grady          | 1990                 | 0       | 0         | 0      | 1   | 1     |
| 82      | Estados Unidos   | Bob Hamilton         | 1944                 | 0       | 0         | 0      | 1   | 1     |
| 82      | Estados Unidos   | Chick Harbert        | 1954                 | 0       | 0         | 0      | 1   | 1     |
| 82      | Estados Unidos   | Chandler Harper      | 1950                 | 0       | 0         | 0      | 1   | 1     |
| 82      | Estados Unidos   | Jay Hebert           | 1960                 | 0       | 0         | 0      | 1   | 1     |
| 82      | Estados Unidos   | Lionel Hebert        | 1957                 | 0       | 0         | 0      | 1   | 1     |
| 82      | Estados Unidos   | Don January          | 1967                 | 0       | 0         | 0      | 1   | 1     |
| 82      | Estados Unidos   | Davis Love III       | 1997                 | 0       | 0         | 0      | 1   | 1     |
| 82      | Estados Unidos   | John Mahaffey        | 1978                 | 0       | 0         | 0      | 1   | 1     |
| 82      | Estados Unidos   | Dave Marr            | 1965                 | 0       | 0         | 0      | 1   | 1     |
| 82      | Estados Unidos   | Shaun Micheel        | 2003                 | 0       | 0         | 0      | 1   | 1     |
| 82      | Estados Unidos   | Bobby Nichols        | 1964                 | 0       | 0         | 0      | 1   | 1     |
| 82      | Estados Unidos   | Johnny Revolta       | 1935                 | 0       | 0         | 0      | 1   | 1     |
| 82      | Estados Unidos   | Bob Rosburg          | 1959                 | 0       | 0         | 0      | 1   | 1     |
| 82      | Estados Unidos   | Jeff Sluman          | 1988                 | 0       | 0         | 0      | 1   | 1     |
| 82      | Estados Unidos   | Hal Sutton           | 1983                 | 0       | 0         | 0      | 1   | 1     |
| 82      | Estados Unidos   | David Toms           | 2001                 | 0       | 0         | 0      | 1   | 1     |
| 82      | Estados Unidos   | Jim Turnesa          | 1952                 | 0       | 0         | 0      | 1   | 1     |
| 82      | Estados Unidos   | Bob Tway             | 1986                 | 0       | 0         | 0      | 1   | 1     |
| 82      | Estados Unidos   | Lanny Wadkins        | 1977                 | 0       | 0         | 0      | 1   | 1     |
| 82      | Estados Unidos   | Jimmy Walker         | 2016                 | 0       | 0         | 0      | 1   | 1     |
| 82      | Coreia do Sul    | Yang Yong-eun        | 2009                 | 0       | 0         | 0      | 1   | 1     |

## Por país
| País             | Masters | U.S. Open | Aberto | PGA | Total |
| ---------------- | ------- | --------- | ------ | --- | ----- |
| Estados Unidos   | 59      | 82        | 43     | 80  | 264   |
| Escócia          | 1       | 13        | 41     | 0   | 55    |
| Inglaterra       | 4       | 7         | 22     | 2   | 35    |
| África do Sul    | 5       | 5         | 10     | 2   | 22    |
| Austrália        | 1       | 2         | 9      | 5   | 17    |
| Jersey           | 0       | 2         | 7      | 0   | 9     |
| Espanha          | 4       | 0         | 3      | 0   | 7     |
| Irlanda do Norte | 0       | 2         | 3      | 2   | 7     |
| Alemanha         | 2       | 1         | 0      | 1   | 4     |
| Argentina        | 1       | 1         | 1      | 0   | 3     |
| Fiji             | 1       | 0         | 0      | 2   | 3     |
| Irlanda          | 0       | 0         | 2      | 1   | 3     |
| Zimbabwe         | 0       | 0         | 1      | 2   | 3     |
| Nova Zelândia    | 0       | 1         | 1      | 0   | 2     |
| Canadá           | 1       | 0         | 0      | 0   | 1     |
| País de Gales    | 1       | 0         | 0      | 0   | 1     |
| França           | 0       | 0         | 1      | 0   | 1     |
| Suécia           | 0       | 0         | 1      | 0   | 1     |
| Coreia do Sul    | 0       | 0         | 0      | 1   | 1     |

## Galeria

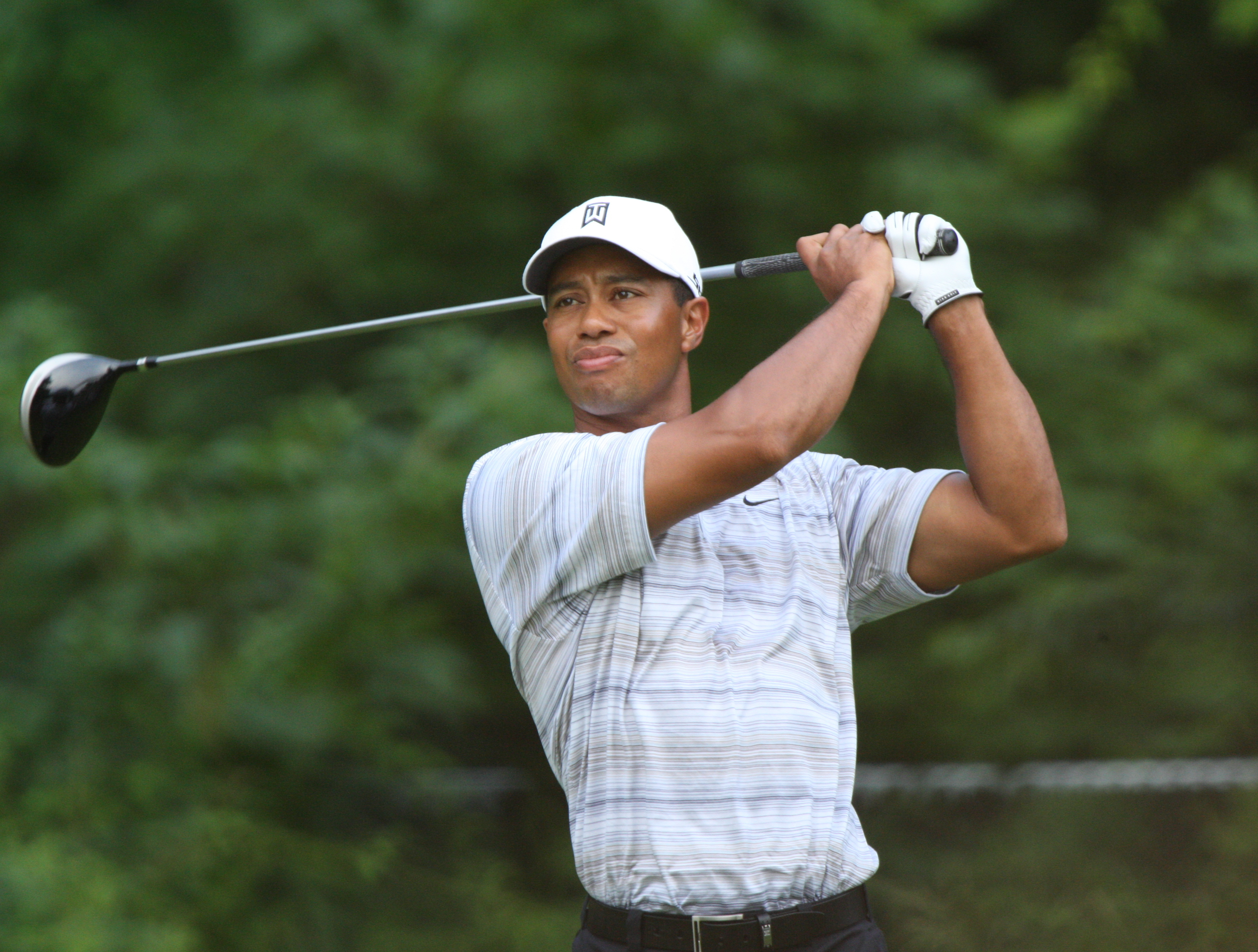
Tiger Woods já venceu 14 majors
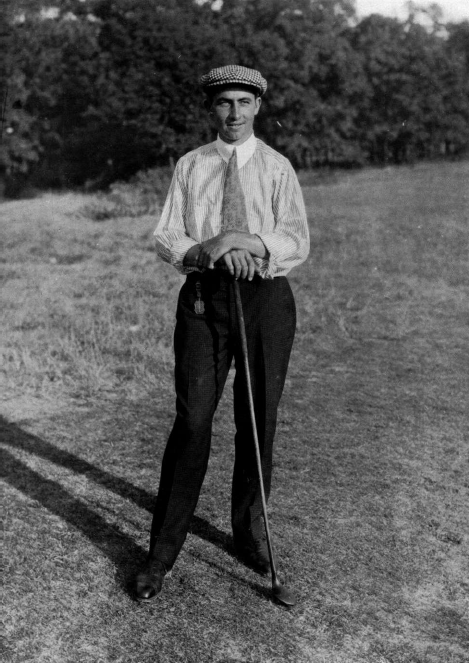
Walter Hagen já venceu 11 majors na carreira
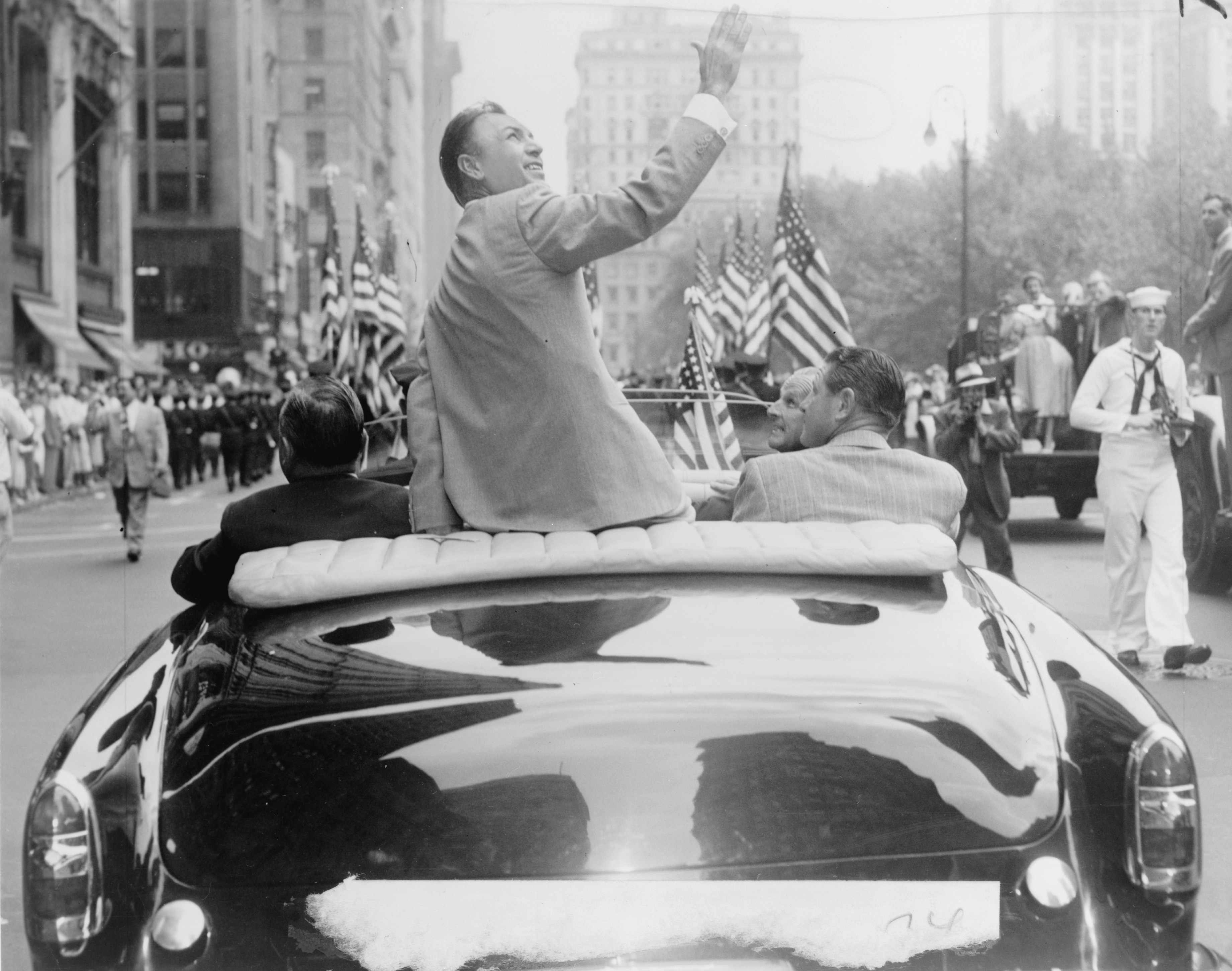
Ben Hogan, que venceu 9 majors durante sua carreira
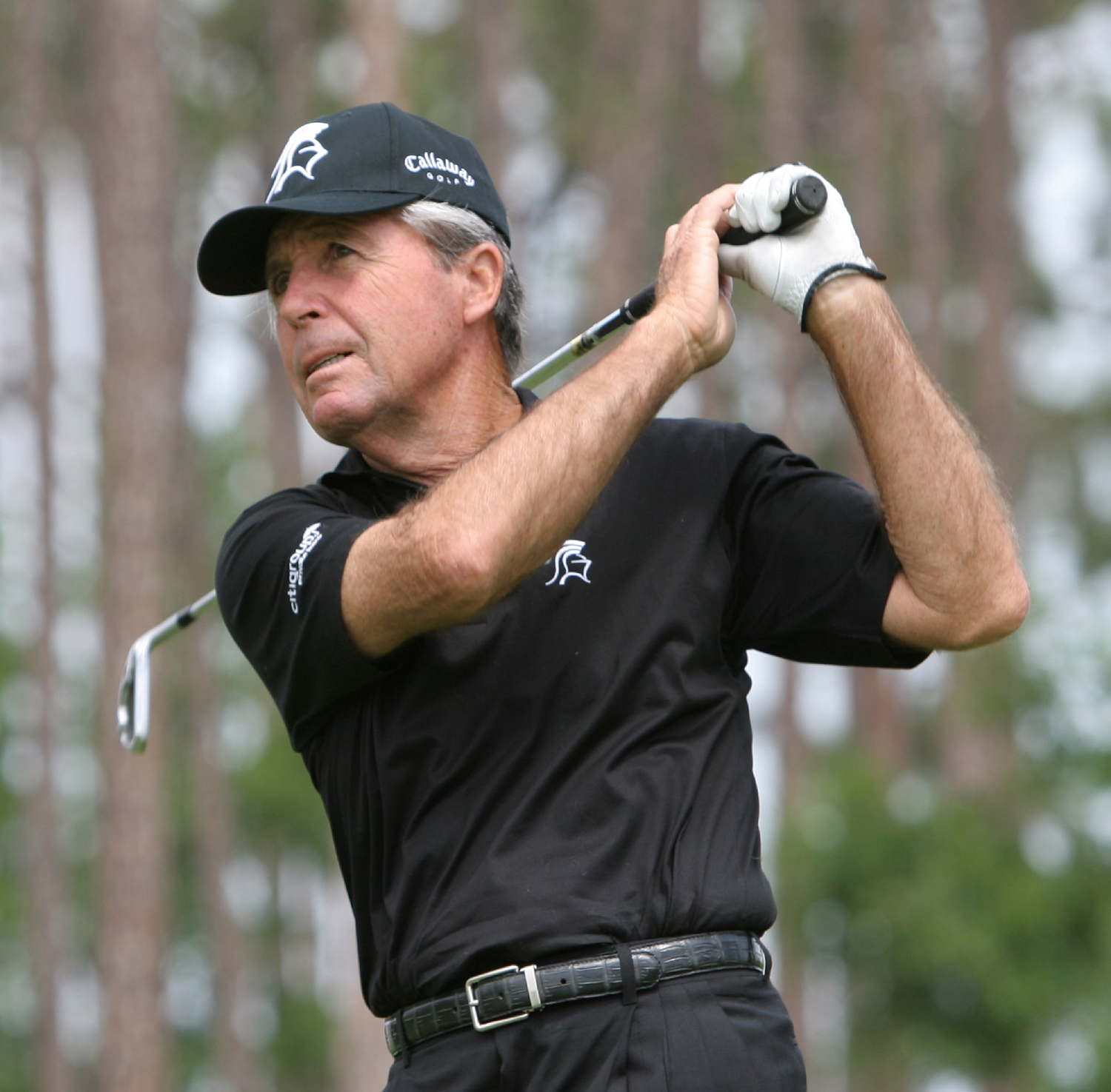
Gary Player, detentor de 9 títulos majors na carreira
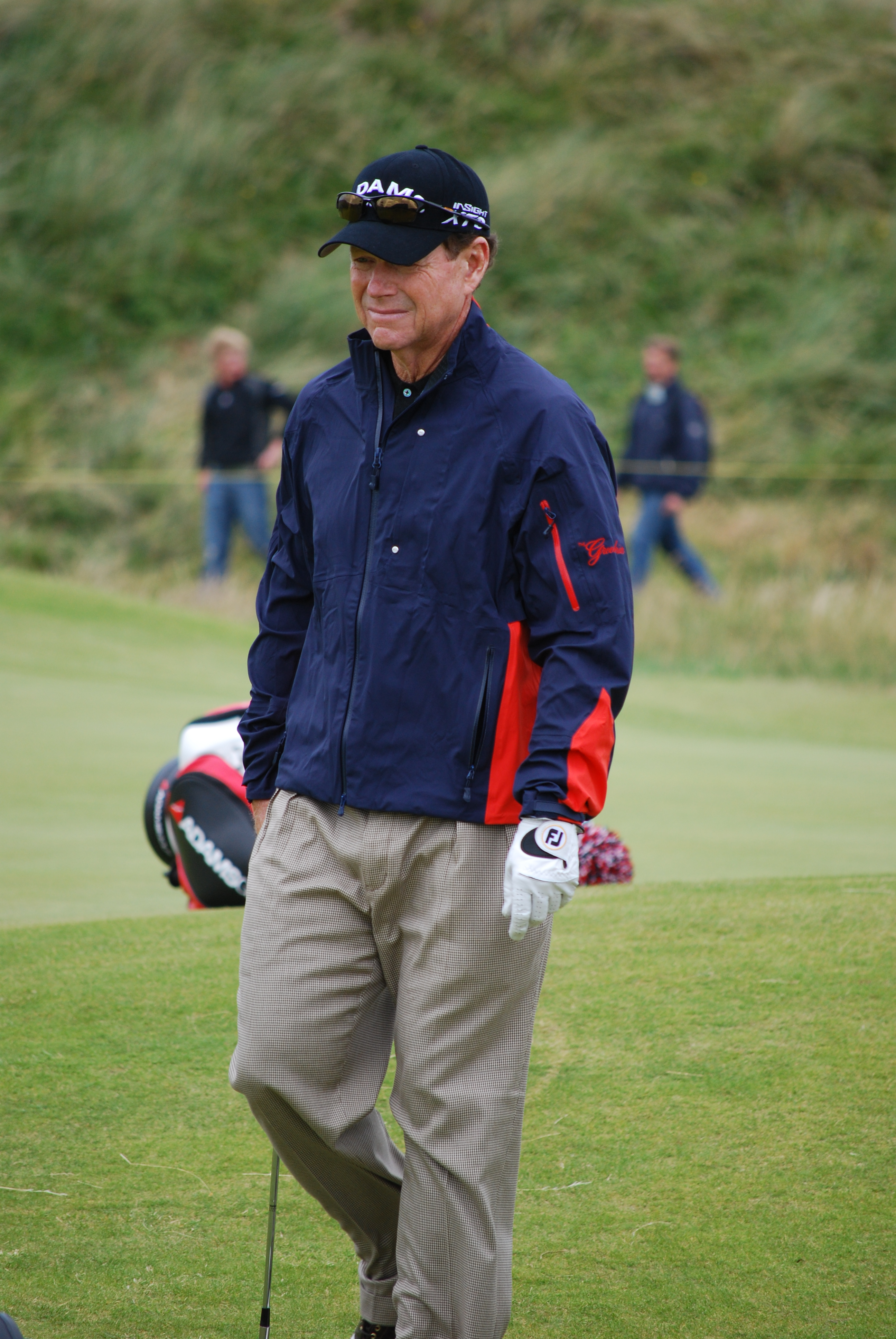
Tom Watson venceu 8 majors na carreira
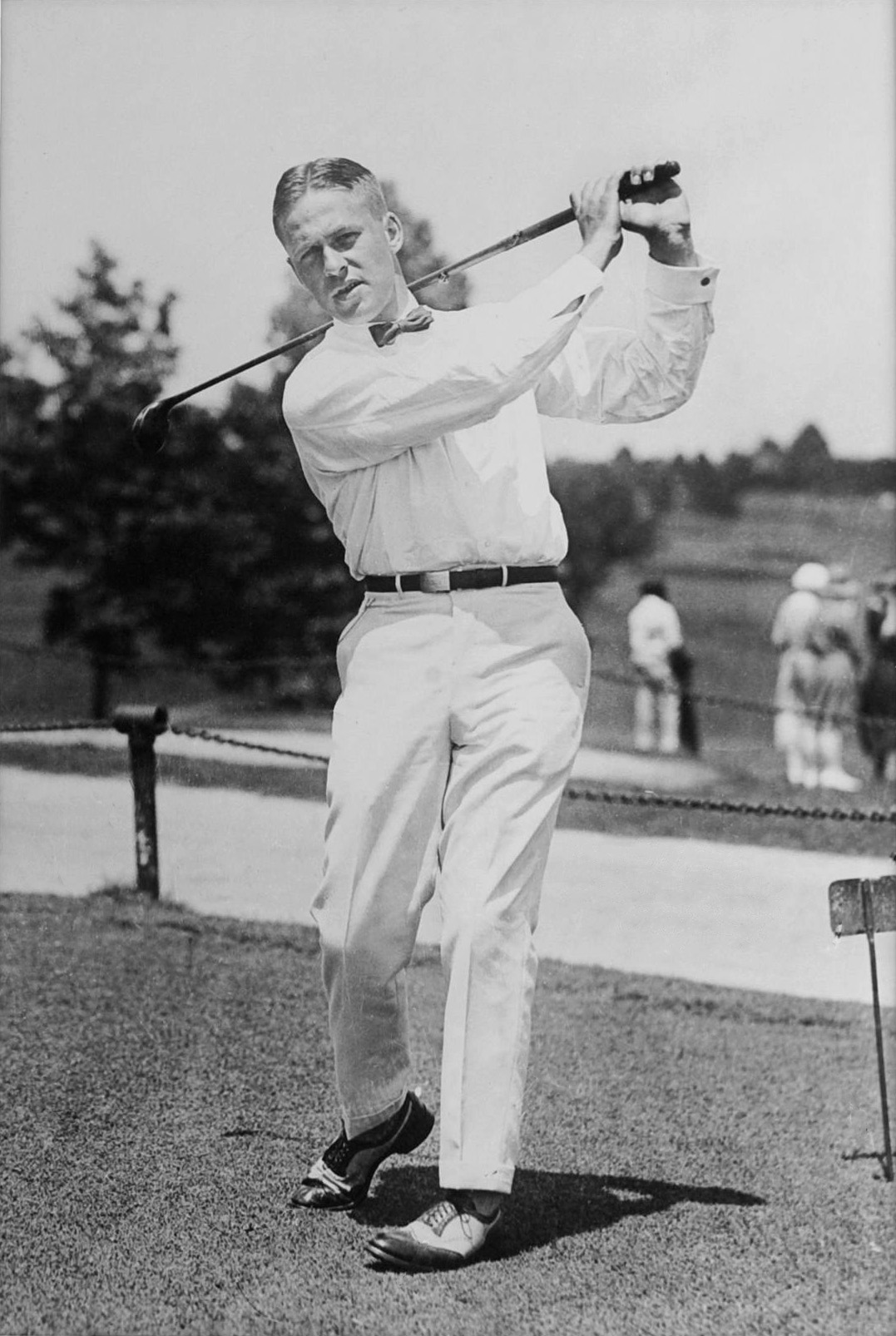
Bobby Jones, que venceu quatro U.S. Opens e três Abertos Britânicos, porém, já ganhou um total de 13 campeonatos majors se você levar em consideração os antigos majors
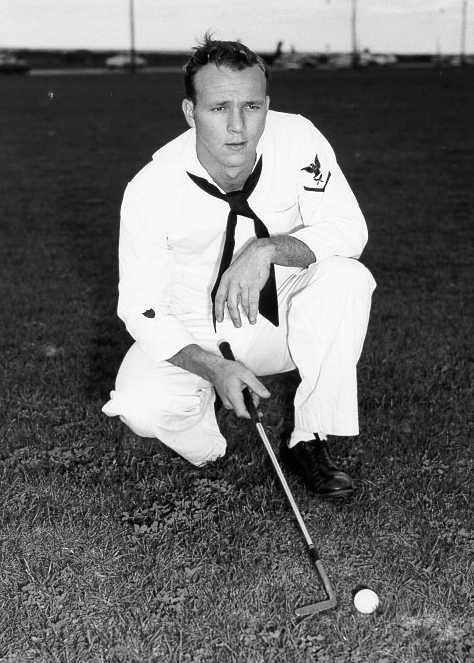
Arnold Palmer já venceu 7 majors durante sua carreira
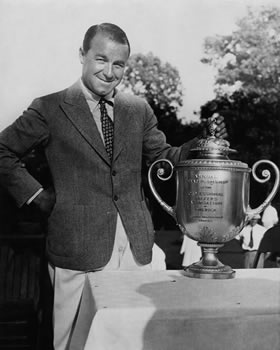
Gene Sarazen, que já venceu 7 majors durante sua carreira
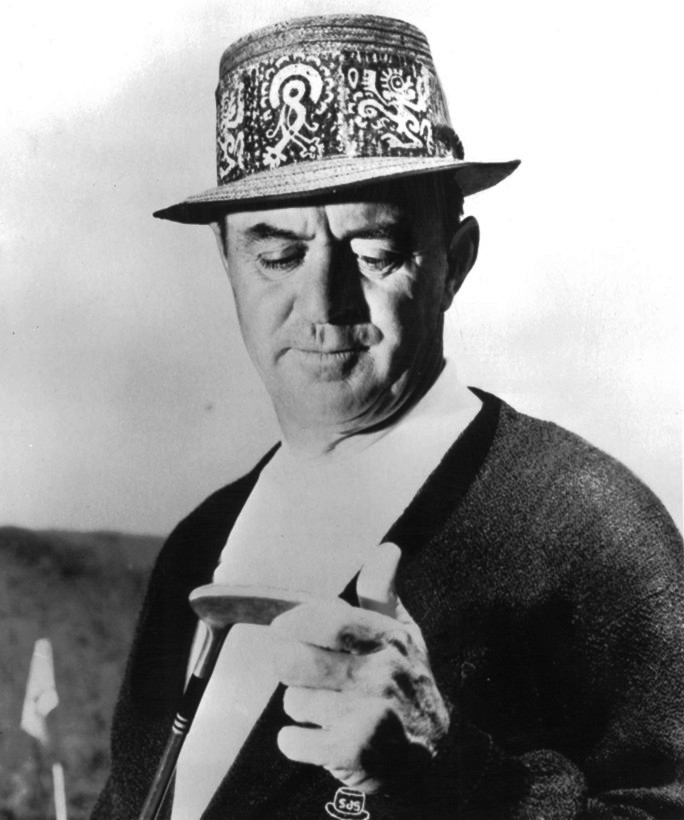
Sam Snead, vencedor de 7 majors na carreira
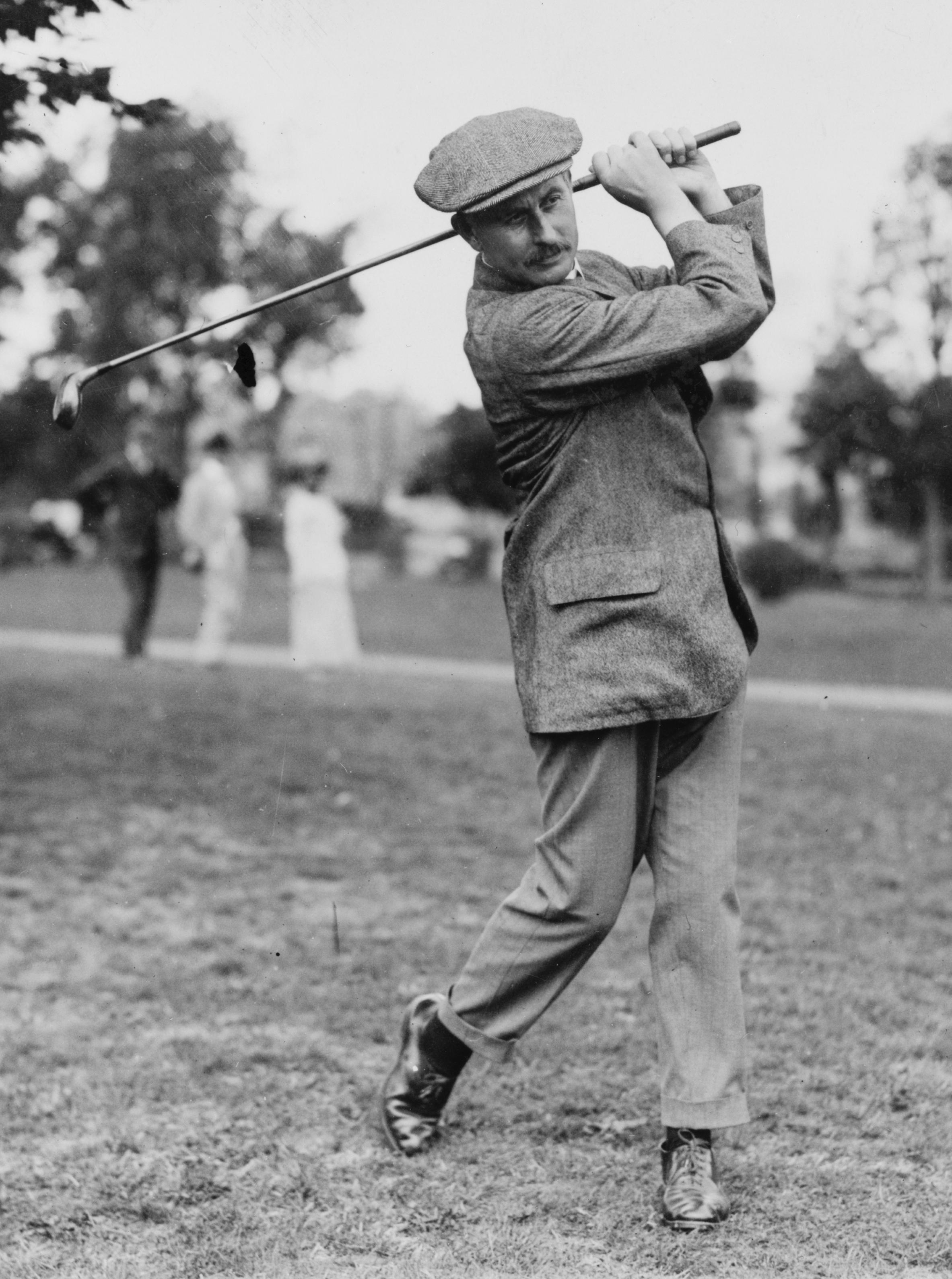
Harry Vardon, que detém o recorde de seis títulos do Aberto Britânico e conquistou um título do U.S. Open, para um total de sete majors
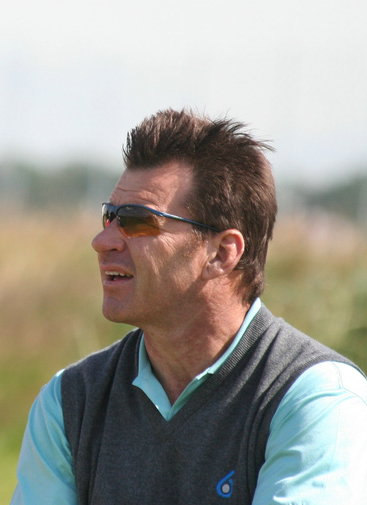
Nick Faldo venceu seis majors na carreira
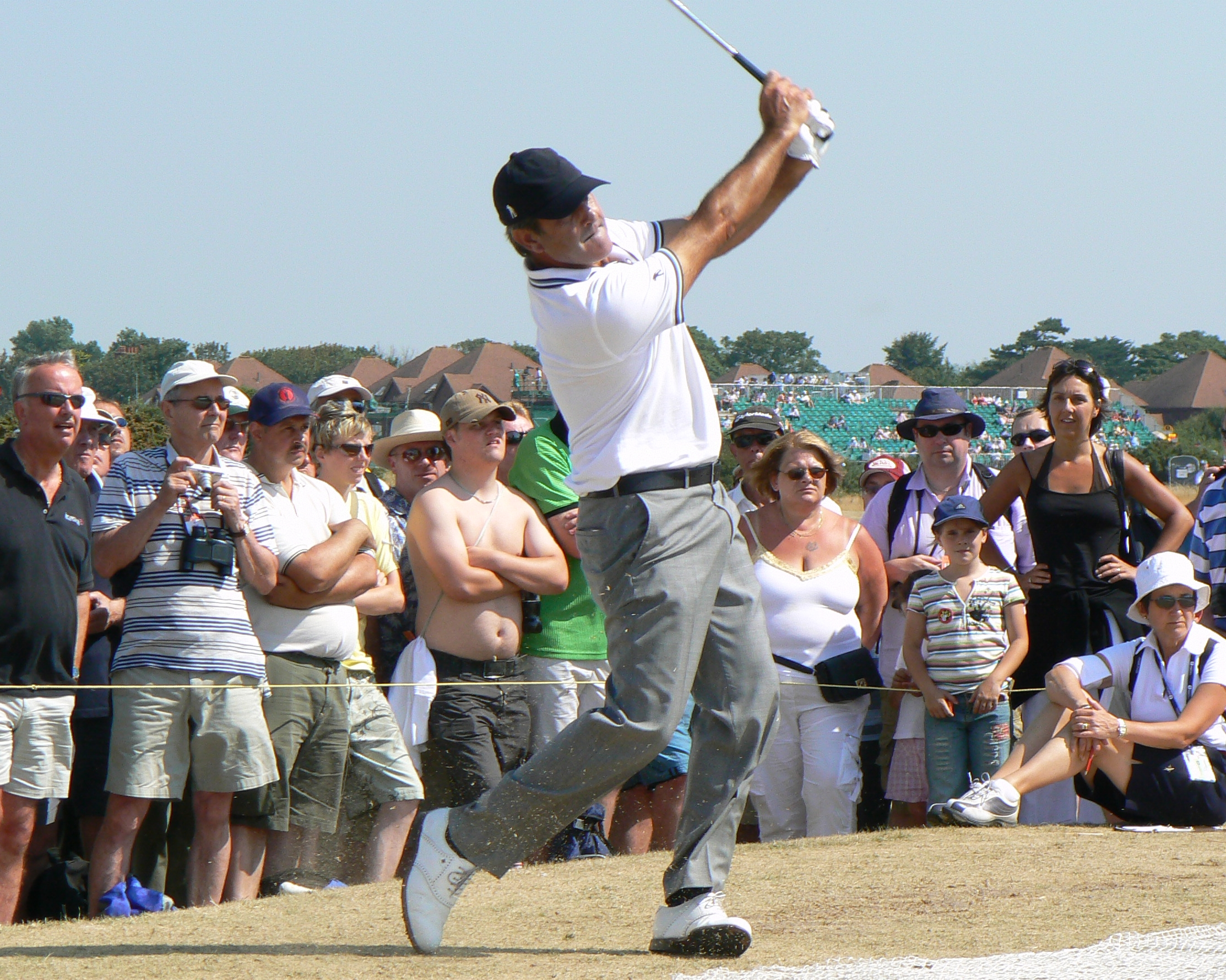
Seve Ballesteros, venceu cinco majors durante sua carreira
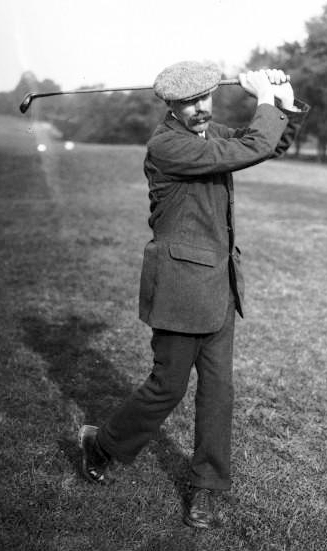
James Braid, venceu cinco majors na carreira
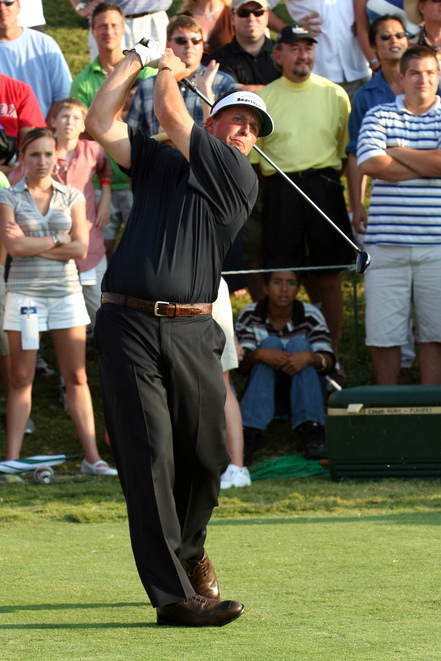
Phil Mickelson, venceu cinco marjos
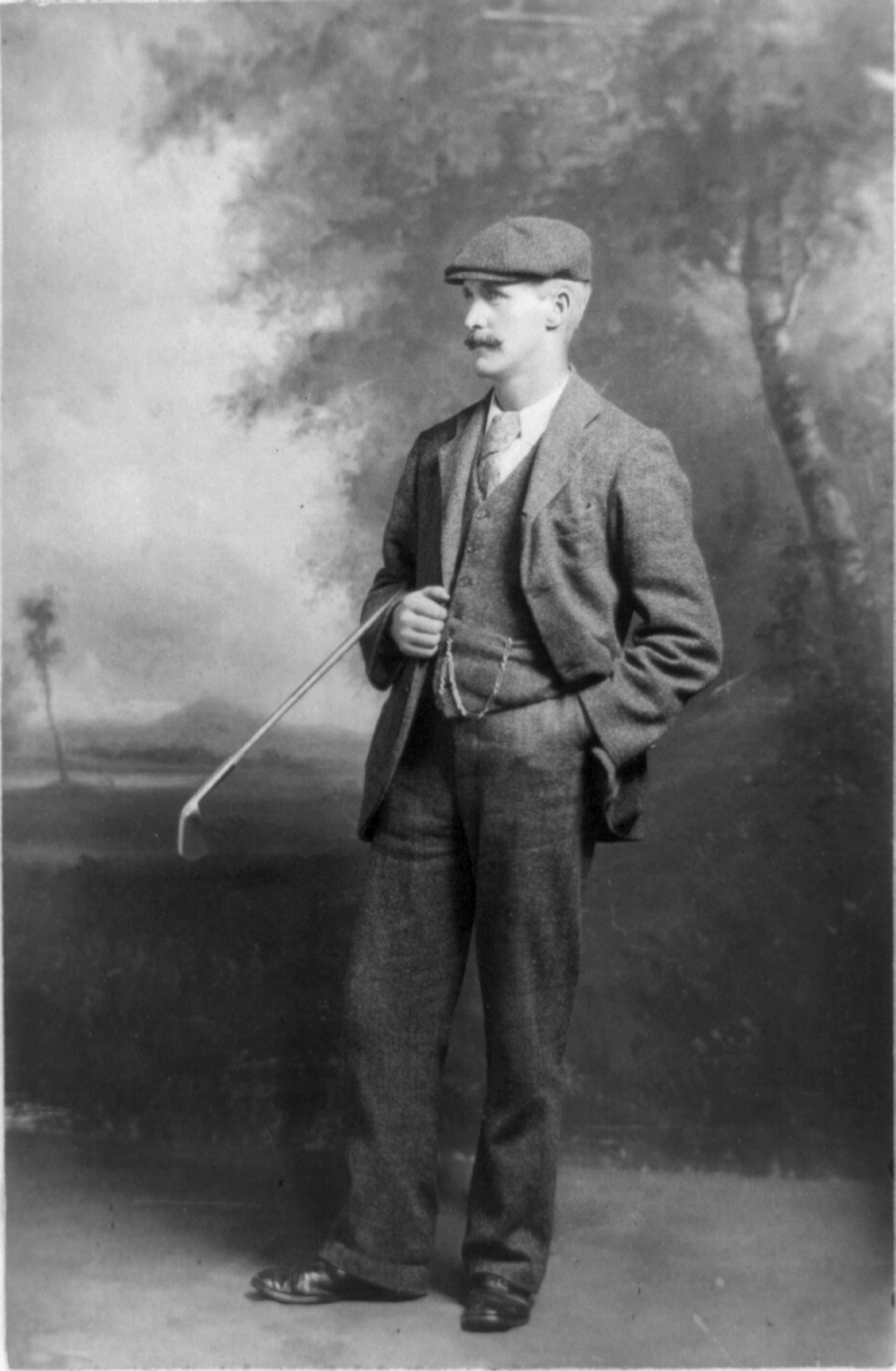
John Henry Taylor conquistou cinco títulos do Aberto Britânico
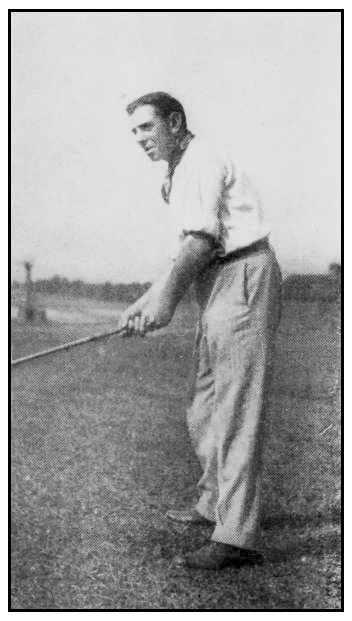
Willie Anderson já conquistou quatro títulos do U.S. Opens
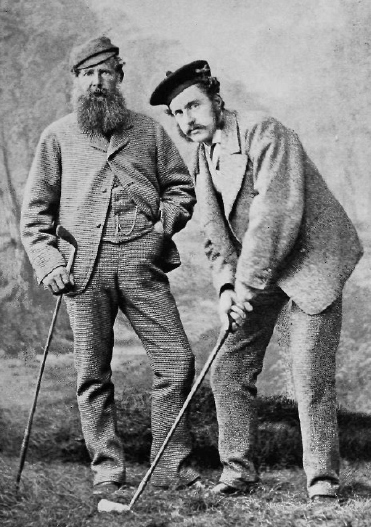
Tom Morris Sr. e Tom Morris  Jr., ambos já venceram quatro vezes no Aberto Britânico
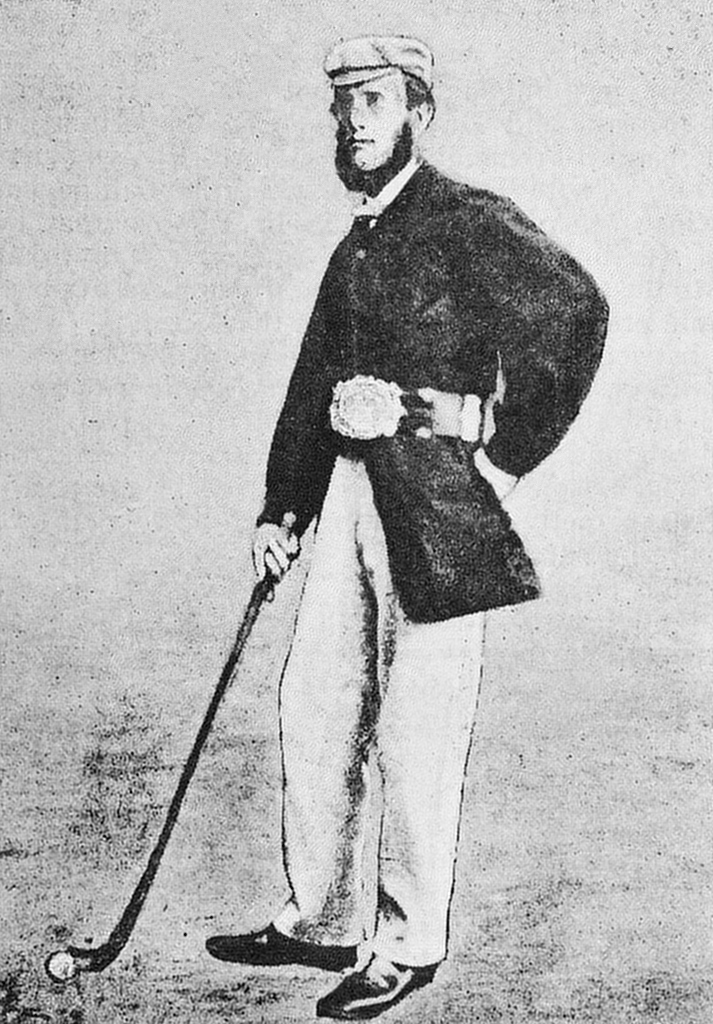
Willie Park Sr., que já conquistou quatro títulos do Aberto Britânico